# Platymantis adiastolus
Platymantis adiastolus är en groddjursart som beskrevs av Brown, Richards, Sukumaran och Johannes Foufopoulos 2006. Platymantis adiastolus ingår i släktet Platymantis och familjen Ceratobatrachidae. IUCN kategoriserar arten globalt som otillräckligt studerad. Inga underarter finns listade i Catalogue of Life.